# Flojd Mejveder Mlađi
Flojd Džoj Mejveder Mlađi (engl. Floyd Joy Mayweather, Jr.), rođen kao Flojd Džoj Sinkler (engl. Floyd Joy Sinclair; Mičigen, 24. februar 1977), američki je profesionalni bokser. Trenutno je neporažen kao profesionalni bokser i petostruki je svetski šampion pošto je osvojio jedanaest svetskih titula i prvenstvo u četiri različite težinske kategorije. Mejveder je bio dva puta proglašen za borca godine od strane časopisa Ring (osvojio je nagrade 1998. i 2007. godine); takođe je osvojio i nagradu za borca godine od strane Bokserskog saveza novinara Amerike (BWAA] 2007. te ESPY nagradu za najboljeg borca 2007, 2008, 2010, 2012, 2013 i 2014. godine.
Mejveder je velter šampion po WBC-u, WBA-u, WBO-u i Ring-u, a super po WBC-u, te po WBA-u i Ring-u juniorski prvak srednje kategorije. On je takođe ocenjen kao najbolji „kilogram za kilogram” bokser na svetu od strane mnogih stranica sa sportskim vestima i boks-sajtova, uključujući Ring, Sports Illustrated, ESPN, BoxRec, Fox Sports i Yahoo! Sports. Mejveder je bio na vrhu Forbsove i Sports Illustrated liste za 50 najplaćenijih sportista 2012. i 2013. godine, a na listi magazina Forbs ponovo 2014. kao najplaćeniji sportista na svetu. Takođe, osnovao je „Mejveder promocije” 2007. godine — svoju boksersku promotivnu firmu, i to nakon odlaska iz Bob Arum-ovog Top Rank-a.

## Detinjstvo i obrazovanje
Mejveder je rođen u Grand Rapidsu (Mičigen), 24. februara 1977. godine, u porodici boksera. Njegov otac, Flojd Mejveder stariji, bio je bivši velter kandidat koji se borio protiv člana Kuće slavnih — Šugara Reja Lenarda. Njegovi ujaci (Džef Mejveder i Rodžer Mejveder) bili su profesionalni bokseri; Rodžer, Flojdov bivši trener, osvojio je dva svetska prvenstva, a borio se protiv članova Kuće slavnih Hulija Cesara Čaveza, Pernela Vitakera i Kostje Dzua. Mejveder je posle rođenja nosio prezime svoje majke, ali ubrzo nakon toga svoje prezime promenio je u Mejveder.
Boks je bio deo Mejvederovog života od detinjstva i nikada nije ozbiljno razmatrao bilo koju drugu profesiju. „Mislim da je moja baka prva videla moj potencijal”, rekao je Mejveder. Kada sam bio mlad, rekao sam joj: „Mislim da treba da pronađem posao.” Ona je rekla: „Ne, samo nastavi sa boksom.” „Kada sam imao oko osam ili devet godina, živeo sam u Nju Džerziju sa svojom majkom i bilo nas je sedmoro u jednoj spavaćoj sobi, a ponekad nismo imali [ni] struje”, rekao je Mejveder. „Kada ljudi vide ono što imam sada, oni nemaju pojma odakle sam došao i kako nisam imao ništa tokom odrastanja.”
Nije bilo neuobičajeno za mladog Mejvedera da se vrati kući iz škole i pronađe iskorišćene igle heroina u svom dvorištu. Njegova majka je takođe bila zavisnik od droge, a imao je i tetku koja je umrla od -a zbog korišćenja opojnih sredstava. „Ljudi ne znaju kroz kakav pakao sam prošao”, kaže on.
Većinu vremena Mejvederov otac provodio je sa sinom, vodeći ga u teretanu da trenira i radi na svojim bokserskim veštinama. „Ne sećam se da me je ikada vodio nekuda ili radio bilo šta što bi otac radio sa sinom, vodio u park ili u bioskop ili na sladoled”, kaže on. „Uvek sam mislio da je voleo svoju ćerku [Flojdova starija sestra] više nego što je mene voleo jer ona nikada nije bila kažnjavana, a ja jesam, sve vreme.”
Mejvederov otac tvrdi da Flojd ne govori istinu o njihovom ranom odnosu. „Iako je njegov otac prodavao drogu, nisam od toga lišavao mog sina”, kaže Mejveder stariji. „Svu drogu koju sam prodao, on je bio deo toga. On je imao dovoljno hrane. Imao je najbolju odeću i davao sam mu novac. On nije želeo ništa. Svako u Grand Rapidsu vam je mogao reći da sam se brinuo za svoju decu.” Flojd stariji tvrdi da je sav svoj posao radio noću i provodio dane sa sinom, vodeći ga u teretanu i trenirajući boks. „Da nije bilo mene ne bi bio gde je danas”, kaže on.
„Ja sam u suštini sam sebe odgojio”, kaže Mejveder. „Moja baka je uradila ono što je mogla. Kada bi se naljutila na mene odlazio bih u kuću moje mame. Moj život su usponi i padovi.” Njegov otac kaže da zna koliko boli je njegovo vreme u zatvoru izazvalo njegovom sinu, ali tvrdi da je učinio sve što je mogao. „Poslao sam ga da živi sa svojom bakom”, kaže on. „Nije kao da sam ga ostavio sa strancima.”
Boks je postao Mejvederov izduvni ventil — način da se izbori sa odsustvom svog oca. Dok je Mejveder stariji provodio vreme u zatvoru, njegov sin — s brzinom i tajanstvenim smislom za ring — uložio je svu svoju snagu u „plemeniti sport” (nakon napuštanja srednje škole). „Znao sam da ću morati da pokušam da se brinem o svojoj mami i doneo sam odluku da škola nije toliko važna u tom trenutku i da ću morati da boksujem da zaradim za život”, kaže Mejveder.

## Amaterska karijera i Olimpijada
Mejveder je imao amaterski rekord od 84—6 i osvojio je nacionalno prvenstvo Zlatne rukavice 1993, 1994 i 1996. godine. Dobio je nadimak „Zgodni mladić” od strane svojih amaterskih saigrača jer je imao relativno malo ožiljaka, što je bilo rezultat odbrambenih tehnika koje su ga njegov otac i ujak Rodžer učili. U svom ortodoksnom odbrambenom stavu Mejveder često koristi „šolder rol”, tehniku starog boksa u kojoj se desna ruka drži normalno (ili malo više od normalnog), leva ruka je kod sredine tela, a bliže rame je podignuto visoko uz obraz kako bi se zaštitila brada i blokirali udarci. Desna ruka (kao u ortodoksnom stavu) koristi se normalno: da blokira udarce koji dolaze sa druge strane, kao što je to slučaj sa levim krošeom. Iz ovog stava Mejveder blokira, izbegava i odbija većinu udaraca svojih protivnika (čak i kada je u uglu) tako što se uvija levo i desno u ritmu svojih udaraca.
Na Olimpijskim igrama u Atlanti 1996, Mejveder je osvojio bronzanu medalju tako što je stigao do polufinala u lakoj (57 kg) kategoriji.
U prvom kolu Mejveder je vodio 10—1 u bodovima protiv Bahtijara Tileganova iz Kazahstana, i to pre pobede nakon što je zaustavljena borba. U drugom krugu, Mejveder je porazio Artura Gevorghana iz Jermenije sa 16—3. U četvrtfinalu, 19-godišnji Mejveder teško je pobedio tri godine starijeg Kubanca Lorenca Aragona sa 12—11, postavši prvi američki bokser koji je porazio kubanskog u poslednjih 20 godina. Poslednji put se to desilo na Letnjim olimpijskim igrama 1976, kada je američki olimpijski bokserski tim osvojio pet zlatnih medalja; među dobitnicima bio je i Šugar Rej Lenard. U svojoj polufinalnoj borbi protiv eventualnog osvajača srebrne medalje Serafima Todorova iz Bugarske, Mejveder je izgubio zbog kontroverzne odluke (slično odluci u meču Roja Džounsa mlađeg). Sudija Hamad Hafaz Šouman iz Egipta greškom je podigao Mejvederovu ruku (misleći da je pobedio), dok je odluka bila da se pobeda dodeli Bugaru.
Američki tim je podneo protest zbog Mejvederove borbe, tvrdeći da su sudije bile zastrašene od strane Emila Ječeva (glavnog od zvaničnika bokserskog saveza) da favorizuju bugarskog boksera Todorova odlukom 10—9. Tri Ječevova zemljaka bila su u borbama za zlatnu medalju. Sudija Bil Vejkerle (jedan od četiri američka suca koja su radila za Internacionalnu amatersku boksersku federaciju — AIBA) podneo je ostavku kao sudija na Olimpijskim igrama i u Federaciji nakon Mejvederovog poraza, što je glasno izviždano od publike u Memorijalnom koloseumu Aleksander. „Odbijam biti deo organizacije koja nastavlja da obavlja svoje suđenje na ovaj način”, Vejkerle je napisao u svojoj ostavci predsedniku Federacije Anvaru Čaudriju.
U zvaničnom protestu menadžer američkog tima Džerald Smit rekao je da Mejvederovi ostvareni udaraci nisu brojani, a da je Todorov dobijao poene, bez nanetih udaraca. „Suđenje nije bilo potpuno kompetentno”, rekao je Vejkerle. Suci nisu uspeli da nametnu obavezan odbitak od dva poena protiv Todorova nakon što je isti upozoren pet puta od strane sudija da prestane sa šamaranjem. „Svi znaju da je Flojd Mejveder favorit za zlatnu medalju u kategoriji 57 kilograma”, rekao je Mejveder kasnije. „U Americi, to je poznato kao 125 funti. I vi i ja znamo da nisam bio udaran. Kažu da je prvak sveta. Sada svi znamo ko je pravi svetski šampion.”

### Olimpijske kvalifikacije — pero kategorija
- Pobedio Vilijama Dženkinsa nokautom (3 runda)
- Pobedio Džejmsa Bejkera nokautom (1 runda)
- Izgubio od Ogija Sančeza na poene (11—12)
- Pobedio Karlosa Navara na poene (31—11)
- Pobedio Ogija Sančeza na poene (12—8)
- Pobedio Ogija Sančeza na poene (20—10)

### Olimpijski rezultati
- Pobedio Bahtijara Tileganova (Kazahstan) nokautom (2 runda)
- Pobedio Artura Gevorghana (Armenija) na poene (16—3)
- Pobedio Lorenca Aragona (Kuba) na poene (12—11)
- Izgubio od Serafima Todorova (Bugarska) na poene (9—10)*

*protiv odluke je neuspešno protestovao američki tim

## Profesionalna karijera
Mejveder je imao svoj prvi profesionalni meč 11. oktobra 1996. godine protiv kolege novajlije Robertoa Apodake, koji je ispao u drugom kolu. Mejvederov trener u to vreme bio je njegov ujak Rodžer; njegov otac koji je još uvek bio u zatvoru nakon izricanja presude za ilegalnu trgovinu drogom 1993. kasnije postaje trener svog sina nakon što je pušten iz zatvora (posle Mejvederove 14. borbe — nokaut Sema Džirarda u drugoj rundi). Od 1996. do početka 1998. godine, Mejveder osvaja većinu svojih borbi nokautom.
Početkom svoje pro-karijere, Mejveder je dobijao pohvale iz svih krajeva sveta boksa i bio je reklamiran kao boksersko „čudo od deteta”. Tokom borbe sa Tonijem Duranom, ESPN-ov komentator primetio je sledeće: „Imanuel Stjuard izjavio je da postoji veoma malo onih koji su talentovaniji od ovog klinca. On će verovatno osvojiti dva ili tri svetska prvenstva. Mislim da će nastaviti da bude najbolji ikada.” IBHOF-ov trener i komentator Džil Klensi komentarisao je pre Mejvederove devete profesionalne borbe (protiv Hesusa Čaveza) sledeće: „Mislim da je Flojd Mejveder izuzetan profesionalac na celim Olimpijskim igrama.”

### MejvederPakjao
Mejveder se 2. maja 2015. godine u MGM-ovoj Grand garden areni u Las Vegasu suočio sa Manijem Pakjaom, i to nakon pregovora koji su trajali nekoliko godina. Mejveder je rano diktirao tempo koristeći svoj kroše, a tokom borbe njegova odbrana je činila da Pakjao konstantno promašuje (Pakjao je pogodio samo 19% svojih udaraca); uzvraćao je Pakjau konstantno svojom desnom rukom tokom borbe te ga tako svladao. Mejveder je pobedio jednoglasnom odlukom sudija, rezultatom 118—110, 116—112 i 116—112. 16 od 18 medija je presudilo borbu u njegovu korist. U danima nakon borbe, mnogi ljudi su smatrali da meč nije ispunio očekivanja. Pakjao je otkrio medijima nakon meča da je imao povređenu desnu ruku koja ga je ograničavala sve vreme u toku borbe. „Pakjao se borio sa povredom u desnom ramenu koje će zahtevati operaciju”, preneo je Sports Illustrated. Mejveder, koji prvobitno nije imao planove za revanš sa Pakjaom, rekao je ESPN-ovom novinaru Stivenu E. Smitu da je otvoren za revanš nakon što se Pakjao oporavi od operacije ramena; međutim, 9. maja 2015. godine, Mejveder je izjavio: „Da li sam poslao poruku Stivenu E. Smitu i rekao da ću se boriti protiv njega [Pakjaa] ponovo? Da, ali sam se predomislio. U ovom trenutku, ne [želim se boriti], jer Pakjao je gubitnik, i kukavica.”

## Privatni život
Mejveder živi u vili sa 2.000 kvadratnih metara, pet spavaćih soba i sedam kupatila, specijalno izgrađenoj za njega u Vegasu (Nevada). 9. septembra 2014. godine, Mejveder je najavio da će se povući iz sporta sledeće godine.

### Ples sa zvezdama
Mejveder se pojavio u petoj sezoni Plesa sa zvezdama; njegova partnerka je bila ukrajinsko-američka profesionalna igračica baleta Karina Smirnof. 16. oktobra 2007. godine, Smirnof i Mejveder su bili četvrti par koji je bio eliminisan sa takmičenja, završivši tako na devetom mestu.

### Kontroverze

#### Kriminalne presude
2002. godine Mejveder je optužen po dve tačke zakona za nasilje u porodici i po jednoj tački za prekršaje zbog nanošenja telesnih povreda. Dobio je šest meseci uslovne kazne i dva dana kućnog pritvora te naredbu da izvrši 48 sati društveno korisnog rada.
21. decembra 2011, sudija je osudio Mejvedera da služi 90 dana u zatvoru za nanošenje telesnih povreda nad Harisu u septembru 2010. godine. Mejveder se nagodio sa tužiocima i priznao krivicu u zamenu za odustanak od optužbe za krivično delo. Pored 90 dana kazne, Mejvederu je naređeno da izvrši 100 sati društveno korisnog rada, da 12 meseci prisustvuje programu za borbu protiv nasilja u porodici i da plati kaznu od 2.500 dolara. 1. juna Mejveder je počeo da izdržava zatvorsku kaznu, a bio je pušten avgusta 2012. godine.

#### Tužba za klevetu
U maju 2015. godine, nakon borbe protiv Pakjaoa, Džosi Haris je tužila Mejvedera tražeći odštetu u iznosu od 20 miliona dolara zbog klevete, tvrdeći da je Mejveder lagao tokom intervjua sa Kejti Kurik u aprilu. Tokom tog razgovora, on ju je nazvao narkomanom, a sve dok su raspravljali o incidentu iz 2010. godine posle koga je Mejveder odležao u zatvoru dva meseca.

## Spoljašnje veze
- Zvanični veb-sajt  (jezik: engleski)
- Floyd Mayweather, Jr. na sajtu  (jezik: engleski)
- (jezik: engleski)